# Strigoplus moluri
Strigoplus moluri är en spindelart som beskrevs av Patel 2003. Strigoplus moluri ingår i släktet Strigoplus och familjen krabbspindlar. Inga underarter finns listade i Catalogue of Life.